# Хепштет
Хепштет (њем. Hepstedt) општина је у њемачкој савезној држави Доња Саксонија. Једно је од 57 општинских средишта округа Ротенбург (Виме). Према процјени из 2010. у општини је живјело 1.032 становника. Посједује регионалну шифру (AGS) 3357026.

## Географски и демографски подаци
Хепштет се налази у савезној држави Доња Саксонија у округу Ротенбург (Виме). Општина се налази на надморској висини од 30 метара. Површина општине износи 30,0 km². У самом мјесту је, према процјени из 2010. године, живјело 1.032 становника. Просјечна густина становништва износи 34 становника/km².